# Hollowed Out
Hollowed Out es el sexagésimo sexto álbum de estudio del guitarrista Buckethead y número 37 de la serie Pikes lanzada en 2013, publicado el 11 de noviembre de 2013 por la discográfica Bucketheadland.
El álbum fue anunciado como una versión digital el 11 de noviembre con una edición limitada que consta de 300 copias de un álbum blanco sin título firmado por el propio Buckethead que fue lanzado el 26 de noviembre de ese mismo año. Una edición estándar fue anunciada, pero todavía no ha sido lanzada al mercado.

## Lista de canciones
Todas las canciones escritas y compuestas por Buckethead, excepto donde se indica. 
| N.º | Título                           | Duración |  |
| 1.  | «Low Rolling Hills»              | 7:30     |  |
| 2.  | «Lobster Hands»                  | 2:41     |  |
| 3.  | «One Foot In Front of the Other» | 2:47     |  |
| 4.  | «Sideways Jaw Trap»              | 4:19     |  |
| 5.  | «Mosquito on Stilts»             | 2:41     |  |
| 6.  | «Trading Post»                   | 6:01     |  |
| 7.  | «Cyborg Parking»                 | 1:26     |  |
| 8.  | «Hollowed Out»                   | 4:41     |  |

## Lanzamiento
| Fecha                   | Sello          | Formato                | País           |
| ----------------------- | -------------- | ---------------------- | -------------- |
| 11 de noviembre de 2013 | Bucketheadland | Digital                | Estados Unidos |
| 26 de noviembre de 2013 | Bucketheadland | CD de edición limitada | Estados Unidos |

## Créditos
- Buckethead - guitarra
- Dan Monti - bajo y remezclas
- Frankenseuss - ilustraciones
- Brewer - programación y remezclas